# Nelson Muntz
Nelson Muntz er i Simpsons-universet den største bølle/mobber i Barts klasse. Han bor alene med sin mor, og ventede indtil seriens 16. sæson på, at hans far, der angiveligt havde forladt ham og moderen, ville vende tilbage, hvilket han til sidst gjorde. Han møder sin far i et senere afsnit efter at have boet ved familien Simpsons i et stykke tid.
I et enkelt afsnit er Nelson kæreste med Lisa Simpson, dette holder imidlertid ikke ret længe da Lisas forsøg på at gøre Nelson til en god dreng mislykkedes.
Nelson er især kendt fra replikken 'Hah, ha!' (sagt hånende).